# 兴安镇 (兴安县)
兴安镇，是中华人民共和国广西壮族自治区桂林市兴安县下辖的一个乡镇级行政单位。

## 行政区划
兴安镇下辖以下地区：
柘园村、城西社区、城中社区、朝阳社区、葆贞社区、灵湖社区、双灵社区、灵渠社区、护城村、福寨村、自治村、塘市村、红卫村、南源村、东界村、冠山村、三桂村、道冠村、董田村、粉洞村、源江村和石坑村。